# Tetrisia magnifica
Tetrisia magnifica är en fjärilsart som beskrevs av William Schaus 1911. Tetrisia magnifica ingår i släktet Tetrisia och familjen nattflyn. Inga underarter finns listade i Catalogue of Life.